# Alcidion dominicum
Alcidion dominicum là một loài bọ cánh cứng trong họ Cerambycidae.